# Котяковский уезд
Котяковский уезд — административно-территориальная единица в Российской империи, существовавшая в 1780—1796 годах. Уездный город — Котяков.

## Географическое положение
Граничит к северу с Ардатовским и Алатырским; к востоку с Буинским и Тагайским, к югу с Карсунским, к западу Пензенского наместничества с Саранским уездами. В длину от востока к западу до 94, а в ширину от севера к югу дo 35 вёрст.

## История
Уезд образован в 1780 году в составе Симбирского наместничества, в результате реформы Екатерины II, из части территорий Синбирского, Алатырского, Саранского, Пензенского и Краснослободского уездов.                                                                                                                                                                                                                                                         
В 1796 году уезд упразднён, а территория вошла в состав  Алатырского и Карсунского уездов Симбирской губернии.

## Население
В 1780 году в 79 селениях вошедшие в уезд ревизских душ составило 23550 человек.
На 1785 год «в уезде состоит на написании по 4-й ревизии мужеска 29.398, женска 30.643 души».

## Административное деление
Деление на станы и волости не было.                                                                                                                                                                                                

## Уездные предводители дворянства
- Захарьин Наум, поручик, 1782—1784
- Мякишев Осип Иванович, подпоручик, 1785—1786
- Беликов Николай Александрович, прапорщик, 1788—1789
- Арапов Николай Степанович, секунд-майор, 1790—1792
- Куроедов Михаил Максимович, коллежский асессор, 1793—1796[3]